# NGC 1034
NGC 1034 је галаксија у сазвежђу Кит која се налази на NGC листи објеката дубоког неба.
Деклинација објекта је - 15° 48' 33" а ректасцензија 2h 38m 13,9s. Привидна величина (магнитуда) објекта NGC 1034 износи 14,0 а фотографска магнитуда 14,6. NGC 1034 је још познат и под ознакама MCG -3-7-43, IRAS 02358-1601, PGC 9991.